# Saison 1970-1971 du Stade rennais UC
Maillots
Chronologie
Saison précédente Saison suivante
La saison 1970-1971 du Stade rennais Université Club débute le 12 août 1970 avec la première journée du Championnat de France de Division 1, pour se terminer le 26 juin 1971 avec la dernière journée de cette compétition.
Le Stade rennais UC est également engagé en Coupe de France, et remporte la compétition pour la deuxième fois de son histoire.

## Résumé de la saison
Après une saison 1969-1970 compliquée, le Stade rennais peut s'attendre à vivre un exercice 1970-1971 tout aussi difficile. L'effectif n'a que peu évolué à l'intersaison, le seul changement majeur étant le remplacement du défenseur central Georges Jazdzyk par le solide Zygmunt Chlosta. Côté attaque, l'international André Betta arrive, et prendra rapidement la place de Lukić. Malgré ce recrutement limité, le Stade rennais UC commence sa saison en fanfare, et reste invaincu jusqu'à octobre. Il occupe au passage la première place du classement durant quatre journées, puis s'offre quelques résultats convaincants, comme face au FC Nantes (4 - 0), bien aidé par l'émergence d'un jeune talent nommé Raymond Keruzoré, encore étudiant en physique-chimie,.
Cependant, le Stade rennais UC souffre de l'absence d'un avant-centre. Après six ans de bons et loyaux services, Daniel Rodighiero plie bagage au mois d'octobre, et ne sera remplacé qu'en janvier avec l'arrivée du Lyonnais André Guy. Alors que Victor Mosa quitte le club à son tour, le Stade rennais UC recrute un milieu de terrain argentin nommé Héctor Toublanc dont le duo avec Serge Lenoir deviendra rapidement populaire. Malgré cet effort de recrutement, les résultats rennais vont peu à peu devenir décevants, peut-être comme conséquence de l'excellent parcours en Coupe de France réalisé lors de la deuxième partie de saison.
Longtemps classés parmi les quatre premiers (ce qui pouvait lui assurer une qualification pour la toute nouvelle Coupe UEFA), les « Rouge et Noir » lâchent du lest une première fois en février avec trois défaites de rang. La fin de saison est, elle, cauchemardesque, avec onze matchs sans victoire pour terminer l'exercice, dont sept matchs consécutifs sans but marqué. De troisièmes, les Rennais finissent par échouer à une décevante onzième place qui reflète mal l'excellence de leur parcours de début de saison. Heureusement, la Coupe de France viendra grandement rehausser le bilan de cet exercice 1970-1971.

### Le parcours en Coupe de France
Six ans après son premier succès dans l'épreuve, le Stade rennais va de nouveau goûter au bonheur de remporter la Coupe de France. De l'épopée de 1965, les seuls rescapés sont l'entraîneur Jean Prouff, et les défenseurs Louis Cardiet et René Cédolin, ce dernier n'ayant cependant pas disputé la finale rejouée contre Sedan.
Le parcours rennais débute par deux tours facilement gagnés contre des clubs amateurs. En trente-deuxièmes de finale, l'US Quevilly est aisément sortie (4 - 1) sur terrain neutre à Paris, dans un match disputé au Stade Jean-Bouin, le Parc des Princes étant alors en pleine rénovation. En seizièmes, c'est l'Entente Bagneaux-Fontainebleau-Nemours qui se fait éliminer (2 - 0). Le Stade rennais se qualifie pour la suite de la compétition, disputée sous forme de matchs aller-retour.
En huitièmes de finale, les amateurs du CA Mantes-la-Ville, se présentent. Tombeurs du Stade quimpérois et du RCFC Besançon aux tours précédents,, les Mantais se déplacent route de Lorient pour la rencontre aller. Lors de celle-ci, les Rennais frappent à trois reprises sur les montants avant de finir par ouvrir la marque sur un penalty très controversé, : le gardien mantais, qui venait de s'emparer du ballon, est pris soudainement de crampes. Le jeu s'arrête, ses coéquipiers lui étirant la jambe douloureuse. L'un de ces derniers s'empare du ballon à la main. L'arbitre M. Peauger, qui n'avait pas sifflé l'arrêt du jeu, désigne contre toute attente, et sans intervention rennaise, le point de penalty. Lenoir ne se fait pas prier et marque le seul but du match. Au match retour, l'ambiance est délétère,. Aubour, coupable selon une partie du public d'avoir brisé le péroné de l'un des ailiers mantais au match aller, se fait littéralement lyncher par quelques individus qui l'agressent physiquement. Déjà visiblement déstabilisé par l'accueil qui lui avait été réservé (des « Aubour assassin ! » étant descendus des tribunes à l'entrée des deux équipes sur le terrain), le portier rennais avait encaissé un but dès la première minute de jeu, sur une frappe pourtant anodine. Dominateurs en première période, les Rennais finissent par égaliser par Lukić à quelques minutes de la pause. Le score n'évoluera plus et le Stade rennais se qualifie dans la douleur pour le tour suivant.
En quarts de finale, le Stade rennais UC retrouve l'AS Monaco, relégué en Division 2 deux saisons auparavant. Malgré l'écart hiérarchique entre les deux équipes, ce sont les Monégasques qui prennent le meilleur sur les Rennais au terme de la première manche, disputée en Principauté (0 - 2). Au retour, des Rennais déchaînés refont leur retard en l'espace d'un quart d'heure, puis rajoutent deux nouveaux buts pour parachever leur triomphe (4 - 0). Dans l'équipe adverse, l'ancien rennais Louis Floch reste beau joueur et souhaite à ses anciens partenaires de jouer la finale.
L'Olympique de Marseille se dresse face aux Rennais en demi-finale. L'obstacle est de taille : menés par leur attaquant-vedette Josip Skoblar (qui marquera 44 buts cette saison-là), les Olympiens sont lancés à la conquête de leur troisième titre de champion de France, et comptent bien s'offrir leur huitième Coupe de France. Alors que l'autre demi-finale oppose Sochaux à Lyon, les pronostics avancent que le vainqueur de Rennes - Marseille remportera l'épreuve. Avant la double confrontation, le hasard veut que les Rennais se déplacent une première fois au Stade Vélodrome un peu moins d'une semaine avant le match aller, pour le compte du championnat. La défaite rennaise est lourde (0 - 5, avec un quadruplé de Skoblar), mais Jean Prouff sait quelle est la priorité de la fin de saison, et remanie fortement son équipe, alignant d'entrée d'habituels remplaçants et changeant de postes quelques cadres (le défenseur Cédolin passera ainsi au milieu de terrain), dans le but de tromper l'adversaire. Prouff l'avoue lui-même à l'issue de la rencontre : « Jeudi, tout sera différent ». Effectivement, quatre jours après la piteuse défaite en championnat, les Rennais tiennent longtemps tête aux Marseillais, et ne s'inclinent que 1 but à 0, conservant toutes leurs chances de qualification.
La demi-finale retour est explosive. Les deux équipes pénètrent dans un stade de la route de Lorient plein comme un œuf puisque pas moins de 27 194 spectateurs s'entassent dans les gradins, sans compter ceux qui s'installent sur les toits des tribunes, sur des pylônes ou dans les arbres environnants. Tôt dans le match, André Guy manque l'occasion d'ouvrir le score à la suite d'un tir de Rico détourné par un défenseur sur le poteau. À la 29e minute, Guy marque finalement, mais son but est refusé pour une position de hors-jeu. Dans la foulée, c'est Marseille qui réussit à ouvrir le score, sur un but de Loubet consécutif à un dégagement manqué par Cédolin (31e). Obligés de marquer deux fois, les Rennais égalisent avant la mi-temps : à la suite d'un coup franc, Cosnard prolonge le ballon de la tête pour Guy qui égalise au second poteau (44e). À l'heure de jeu, le Stade rennais refait totalement son retard : sur une contre-attaque, Betta est fauché dans la surface, mais l'action se poursuit et le centre parfait de Keruzoré parvient à Guy qui marque une nouvelle fois de la tête (61e), plongeant le stade de la route de Lorient dans un état de transe. La fin de la rencontre, puis la prolongation, ne parviennent pas à départager les deux équipes. Pour la première fois de son histoire, le Stade rennais doit disputer une séance de tirs au but. Son gardien, Marcel Aubour y sortira le grand jeu,. Il voit d'abord le tir de Skoblar passer au-dessus de sa barre transversale, alors que de leur côté, ses coéquipiers Lenoir et Guy battent Escale. Il est ensuite décisif en arrêtant magnifiquement la tentative de Kula ce qui provoque l'envahissement du terrain par un public qui pensait la rencontre terminée. Et si Betta manque un penalty qui aurait pu donner la victoire aux Rennais, Aubour est encore là pour détourner celui de Hodoul, devenant le héros de la qualification rennaise.
En finale, le Stade rennais UC trouve sur son chemin l'Olympique lyonnais, qui est difficilement venu à bout de Sochaux (1 - 0, 1 - 1), mais a réalisé un beau parcours en sortant notamment l'AS Saint-Étienne au prix d'une belle remontée au match retour (0 - 2, 3 - 0). Équipe qui s'est rapidement calée en milieu de classement en championnat, l'OL mise sur la jeunesse et l'ambition de ses joueurs comme Raymond Domenech (19 ans) ou Serge Chiesa (20 ans) entourés par quelques éléments d'expérience, comme Fleury Di Nallo.
Du côté rennais, alors que Jean Prouff prépare ses joueurs au calme à Saint-Malo,, la confiance est là, et l'on compte sur le soutien massif du public breton qui envahira le Stade olympique de Colombes. Prouff estime que son équipe a « au moins autant de chances, sinon plus », que Lyon de l'emporter, alors qu'André Guy ancien lyonnais, ne ressent aucun sentiment de revanche à l'égard de son ancien club.
La veille de la rencontre, les Rennais rejoignent la capitale en train et sont accueillis à la Gare Montparnasse par des supporters bretons,. Le 20 juin, Rennais et Lyonnais en décousent enfin à Colombes. La première mi-temps est relativement à l'avantage des « Rouge et Noir », qui marquent un but. Celui-ci est refusé par M. Vigliani, Guy ayant bousculé le portier adverse Chauveau. À la mi-temps, malgré quelques occasions lyonnaises, le score est toujours vierge, et l'on retient surtout la partie de pétanque improvisée par le facétieux Aubour avec des artichauts lancés par le public,. La seconde période recommence sur les mêmes bases que la première, le Stade rennais UC manquant plusieurs fois la cible, par Guy notamment. Un deuxième but marqué par Betta est refusé aux Rennais (58e), cette fois pour un hors-jeu de position de Rico. Une décision mal comprise par les joueurs rennais. La délivrance vient peu après l'heure de jeu : sur une perte de balle lyonnaise, Naumović transmet rapidement à Guy, qui contrôle et frappe du droit. Son tir est repoussé par le poteau, mais le ballon revient sur l'attaquant rennais qui est fauché dans la surface par Valette. M. Vigliani siffle un penalty qualifié de litigieux, qu'André Guy se charge lui-même de transformer d'un tir puissant en pleine lucarne droite. Malgré plusieurs autres occasions rennaises, le score ne bougera plus. Le Stade rennais s'impose 1 but à 0 et remporte sa deuxième coupe de France. Le capitaine rennais Louis Cardiet peut alors soulever la coupe, reçue des mains du Premier ministre Jacques Chaban-Delmas.
Dès la fin du match, les rues de Rennes se remplissent d'un concert de klaxon, et la ville fera la fête jusqu'au soir. Au retour des joueurs, comme en 1965, c'est un public massif et enthousiaste qui accompagne les vainqueurs, de la gare jusqu'à l'hôtel de ville. Les joueurs mettent deux à trois heures pour faire le trajet,, se frayant difficilement un chemin dans des rues noires de monde. Trois jours après la finale, le Stade rennais retrouvera l'OL, cette fois en championnat, route de Lorient. Fair-play, les Lyonnais saluent leurs vainqueurs en leur faisant une haie d'honneur à leur entrée sur le terrain. Dans le jeu, les Rhodaniens prendront leur revanche, s'imposant 3 buts à 2.

## Transferts en 1970-1971
| Nom               | Nationalité | Provenance/Destination |
| Arrivées          |             |                        |
| André Betta       | France      | Girondins de Bordeaux  |
| Zygmunt Chlosta   | France      | AS Nancy-Lorraine      |
| André Guy         | France      | Olympique lyonnais     |
| Héctor Toublanc   | Argentine   | ?                      |
| Départs           |             |                        |
| Louis Bocquenet   | France      | ASPTT Paris            |
| Georges Jazdzyk   | France      | EDS Montluçon          |
| Gérard Lefillatre | France      | Olympique d'Alès       |
| Victor Mosa       | France      | SEC Bastia             |
| Gilbert Robin     | France      | Stade Malherbe de Caen |
| Daniel Rodighiero | France      | US Valenciennes-Anzin  |

## L'effectif de la saison
| Poste¹ | Nat.² | Nom               | Naissance         | Sélection³ | Championnat | Championnat | Coupe France | Coupe France | Total Saison | Total Saison | Notes                                  |
| Poste¹ | Nat.² | Nom               | Naissance         | Sélection³ | M           | But inscrit | M            | But inscrit  | M            | But inscrit  | Notes                                  |
| ------ | ----- | ----------------- | ----------------- | ---------- | ----------- | ----------- | ------------ | ------------ | ------------ | ------------ | -------------------------------------- |
| G      | FRA   | Marcel Aubour     | 10 juin 1940      | A          | 37          | 0           | 9            | 0            | 46           | 0            |                                        |
| G      | FRA   | Daniel Bernard    | 29 septembre 1949 | -          | 1           | 0           | 0            | 0            | 1            | 0            |                                        |
| A      | FRA   | André Betta       | 4 mars 1944       | A          | 36          | 7           | 9            | 1            | 45           | 8            |                                        |
| D      | FRA   | Louis Cardiet     | 20 juin 1943      | A          | 30          | 1           | 8            | 0            | 38           | 1            |                                        |
| D      | FRA   | René Cédolin      | 13 juillet 1940   | B          | 35          | 0           | 9            | 0            | 44           | 0            |                                        |
| D      | FRA   | Zygmunt Chlosta   | 10 octobre 1938   | -          | 33          | 0           | 6            | 0            | 39           | 0            |                                        |
| D      | FRA   | Alain Cosnard     | 19 septembre 1944 | -          | 38          | 2           | 9            | 0            | 47           | 2            |                                        |
| M      | FRA   | Pierre Garcia     | 27 juillet 1943   | -          | 33          | 5           | 9            | 0            | 42           | 5            |                                        |
| D      | FRA   | Bernard Goueffic  | 29 janvier 1947   | -          | 10          | 0           | 3            | 0            | 13           | 0            |                                        |
| A      | FRA   | Hervé Guermeur    | 12 février 1949   | -          | 7           | 0           | 1            | 1            | 8            | 1            |                                        |
| A      | FRA   | André Guy         | 3 mars 1941       | A          | 14          | 5           | 7            | 6            | 21           | 11           | Arrivé de Lyon en janvier              |
| D      | FRA   | Loïc Kerbiriou    | 7 mars 1949       | -          | 1           | 0           | 0            | 0            | 1            | 0            |                                        |
| M      | FRA   | Raymond Keruzoré  | 17 juin 1949      | -          | 21          | 1           | 7            | 0            | 28           | 1            |                                        |
| A      | FRA   | Serge Lenoir      | 20 février 1947   | -          | 35          | 16          | 7            | 2            | 42           | 18           |                                        |
| A      | YUG   | Ilija Lukić       | 21 décembre 1944  | -          | 7           | 4           | 1            | 1            | 8            | 5            |                                        |
| M      | FRA   | Victor Mosa       | 31 mars 1945      | -          | 5           | 1           | 0            | 0            | 5            | 1            | Transféré à Bastia en janvier          |
| M      | YUG   | Velimir Naumović  | 19 mars 1935      | A          | 19          | 0           | 5            | 0            | 24           | 0            |                                        |
| D      | FRA   | Daniel Périault   | 16 avril 1946     | -          | 5           | 0           | 1            | 0            | 6            | 0            |                                        |
| A      | FRA   | Robert Rico       | 10 mars 1945      | A          | 37          | 12          | 8            | 3            | 45           | 15           |                                        |
| A      | FRA   | Daniel Rodighiero | 20 septembre 1940 | A          | 9           | 1           | 0            | 0            | 9            | 1            | Transféré à Valenciennes FC en octobre |
| M      | FRA   | Jacques Rossignol | 2 décembre 1945   | -          | 1           | 0           | 0            | 0            | 1            | 0            |                                        |
| A      | FRA   | François Simian   | 16 août 1943      | -          | 7           | 1           | 2            | 0            | 9            | 1            |                                        |
| M      | ARG   | Héctor Toublanc   | 12 janvier 1947   | -          | 9           | 0           | 2            | 0            | 11           | 0            | Arrivé en janvier                      |

- 1 : G, Gardien de but ; D, Défenseur ; M, Milieu de terrain ; A, Attaquant
- 2 : Nationalité sportive, certains joueurs possédant une double-nationalité
- 3 : sélection la plus élevée obtenue

## Équipe-type
Il s'agit de la formation la plus courante rencontrée en championnat.

## Les rencontres de la saison

### Liste
| Match | Date         | Compétition     | Tour              | Adversaire      | Lieu ¹ | Score     | Class.    | Buteurs pour le Stade rennais  |
| ----- | ------------ | --------------- | ----------------- | --------------- | ------ | --------- | --------- | ------------------------------ |
| 1     | 12 août      | Division 1      | 1                 | Reims           | D      | 0-0       | 10        |                                |
| 2     | 19 août      | Division 1      | 2                 | Bastia          | E      | 2–2       | 12        | Mosa Lenoir                    |
| 3     | 22 août      | Division 1      | 3                 | Metz            | D      | 0-0       | 13        |                                |
| 4     | 26 août      | Division 1      | 4                 | Nîmes           | D      | 2–0       | 6         | Cardiet Rico                   |
| 5     | 29 août      | Division 1      | 5                 | Nice            | E      | 1–0       | 2         | Betta                          |
| 6     | 9 septembre  | Division 1      | 6                 | Bordeaux        | D      | 3-0       | 1         | Lenoir Betta                   |
| 7     | 20 septembre | Division 1      | 7                 | Red Star        | E      | 5-1       | 1         | Garcia Lenoir Rico             |
| 8     | 23 septembre | Division 1      | 8                 | Strasbourg      | D      | 2–0       | 1         | Rodighiero Rico                |
| 9     | 3 octobre    | Division 1      | 9                 | Angers          | E      | 1–2       | 1         | Cosnard                        |
| 10    | 11 octobre   | Division 1      | 10                | Saint-Étienne   | D      | 0–3       | 4         |                                |
| 11    | 18 octobre   | Division 1      | 11                | Angoulême       | E      | 0–1       | 5         |                                |
| 12    | 24 octobre   | Division 1      | 12                | Nancy           | D      | 5-1       | 4         | Lenoir Lukić Rico              |
| 13    | 1er novembre | Division 1      | 13                | Sedan           | E      | 1-0       | 3         | Betta                          |
| 14    | 18 novembre  | Division 1      | 14                | Nantes          | D      | 4–0       | 3         | Garcia Lenoir                  |
| 15    | 22 novembre  | Division 1      | 15                | Ajaccio         | E      | 0-3       | 3         |                                |
| 16    | 29 novembre  | Division 1      | 16                | Marseille       | D      | 2-2       | 3         | Cosnard Lenoir                 |
| 17    | 6 décembre   | Division 1      | 17                | Valenciennes FC | E      | 0-0       | 3         |                                |
| 18    | 13 décembre  | Division 1      | 18                | Sochaux         | D      | 4–0       | 3         | Garcia Lenoir Lukić            |
| 19    | 20 décembre  | Division 1      | 19                | Lyon            | E      | 2–3       | 3         | Lenoir Rico                    |
| 20    | 31 janvier   | Division 1      | 20                | Bastia          | D      | 3–2       | 3         | Lenoir Betta                   |
| 21    | 6 février    | Coupe de France | 1/32 finale       | Quevilly        | N      | 4-1       | 4-1       | Lenoir Guy Rico                |
| 22    | 14 février   | Division 1      | 21                | Metz            | E      | 1-2       | 4         | Guy                            |
| 23    | 21 février   | Division 1      | 22                | Nîmes           | E      | 2–3       | 5         | Guy                            |
| 24    | 27 février   | Coupe de France | 1/16 finale       | Fontainebleau   | N      | 2-0       | 2-0       | Guy Rico                       |
| 25    | 7 mars       | Division 1      | 23                | Nice            | D      | 1–3       | 5         | Lenoir                         |
| 26    | 10 mars      | Division 1      | 24                | Bordeaux        | E      | 1-0       | 5         | Rico                           |
| 27    | 21 mars      | Division 1      | 25                | Red Star        | D      | 3-0       | 5         | Garcia Betta Rico              |
| 28    | 24 mars      | Division 1      | 26                | Strasbourg      | E      | 4–3       | 4         | Simian Lenoir Guy Rico         |
| 29    | 28 mars      | Coupe de France | 1/8 finale aller  | Mantes-la-Ville | D      | 1-0       | 1-0       | Lenoir                         |
| 30    | 3 avril      | Division 1      | 27                | Angers          | D      | 1-0       | 3         | Keruzoré                       |
| 31    | 11 avril     | Coupe de France | 1/8 finale retour | Mantes-la-Ville | E      | 1-1       | 1-1       | Lukić                          |
| 32    | 14 avril     | Division 1      | 28                | Saint-Étienne   | E      | 0–1       | 4         |                                |
| 33    | 17 avril     | Division 1      | 29                | Angoulême       | D      | 0-0       | 4         |                                |
| 34    | 28 avril     | Division 1      | 30                | Sedan           | D      | 0–0       | 4         |                                |
| 35    | 2 mai        | Coupe de France | 1/4 finale aller  | Monaco          | E      | 0-2       | 0-2       |                                |
| 36    | 5 mai        | Coupe de France | 1/4 finale retour | Monaco          | D      | 4-0       | 4-0       | Guy Betta Guermeur Piumi (csc) |
| 37    | 8 mai        | Division 1      | 31                | Nancy           | E      | 0-5       | 4         |                                |
| 38    | 15 mai       | Division 1      | 32                | Nantes          | E      | 0–1       | 4         |                                |
| 39    | 18 mai       | Division 1      | 33                | Ajaccio         | D      | 0–1       | 5         |                                |
| 40    | 23 mai       | Division 1      | 34                | Marseille       | E      | 0–5       | 8         |                                |
| 41    | 27 mai       | Coupe de France | 1/2 finale aller  | Marseille       | E      | 0-1       | 0-1       |                                |
| 42    | 1er juin     | Coupe de France | 1/2 finale retour | Marseille       | D      | 2-1 a.p.² | 2-1 a.p.² | Guy                            |
| 43    | 5 juin       | Division 1      | 35                | Valenciennes FC | D      | 1–1       | 8         | Lenoir                         |
| 44    | 12 juin      | Division 1      | 36                | Sochaux         | E      | 2–4       | 9         | Betta Rico                     |
| 45    | 20 juin      | Coupe de France | Finale            | Lyon            | N      | 1-0       | 1-0       | Guy                            |
| 46    | 23 juin      | Division 1      | 37                | Lyon            | D      | 2–3       | 11        | Guy Rico                       |
| 47    | 26 juin      | Division 1      | 38                | Reims           | E      | 1–1       | 11        | Lenoir                         |

- 1 N : terrain neutre ; D : à domicile ; E : à l'extérieur ; drapeau : pays du lieu du match international
- 2 3 - 2 aux tirs au but

## Bilan des compétitions
| Compétition     | Vainqueur final        | Débute au tour | Place ou tour final | Première rencontre | Dernière rencontre | Nombre |
| --------------- | ---------------------- | -------------- | ------------------- | ------------------ | ------------------ | ------ |
| Division 1      | Olympique de Marseille | 1re journée    | 11e                 | 12 août 1970       | 26 juin 1971       | 38     |
| Coupe de France | Stade rennais UC       | 1/32 de finale | Vainqueur           | 6 février 1971     | 20 juin 1971       | 9      |

### Division 1

#### Classement
| Rang | Équipe  | Pts | J  | G  | N  | P  | Bp | Bc | Diff |
| ---- | ------- | --- | -- | -- | -- | -- | -- | -- | ---- |
| 8    | Metz    | 40  | 38 | 13 | 14 | 11 | 46 | 56 | -10  |
| 9    | Reims   | 39  | 38 | 14 | 11 | 13 | 54 | 44 | +10  |
| 10   | Sochaux | 38  | 38 | 14 | 10 | 14 | 58 | 55 | +3   |
| 11   | Rennes  | 37  | 38 | 14 | 9  | 15 | 56 | 53 | +3   |
| 12   | Angers  | 35  | 38 | 15 | 5  | 18 | 61 | 66 | -5   |
| 13   | Nancy   | 35  | 38 | 12 | 11 | 15 | 45 | 56 | -11  |
| 14   | Nice    | 34  | 38 | 12 | 10 | 16 | 48 | 55 | -7   |

#### Résultats
| Total  | Total  | Total | Total | Total | Total | Total | Total | Domicile | Domicile | Domicile | Domicile | Domicile | Domicile | Extérieur | Extérieur | Extérieur | Extérieur | Extérieur | Extérieur |
| Matchs | Points | V     | N     | D     | BP    | BC    | Diff. | V        | N        | D        | BP       | BC       | Diff.    | V         | N         | D         | BP        | BC        | Diff.     |
| ------ | ------ | ----- | ----- | ----- | ----- | ----- | ----- | -------- | -------- | -------- | -------- | -------- | -------- | --------- | --------- | --------- | --------- | --------- | --------- |
| 38     | 37     | 14    | 9     | 15    | 56    | 53    | +3    | 9        | 6        | 4        | 33       | 16       | +17      | 5         | 3         | 11        | 23        | 37        | -14       |

#### Résultats par journée
| Journée   | 01 | 02 | 03 | 04 | 05 | 06 | 07 | 08 | 09 | 10 | 11 | 12 | 13 | 14 | 15 | 16 | 17 | 18 | 19 | 20 | 21 | 22 | 23 | 24 | 25 | 26 | 27 | 28 | 29 | 30 | 31 | 32 | 33 | 34 | 35 | 36 | 37 | 38 |
| --------- | -- | -- | -- | -- | -- | -- | -- | -- | -- | -- | -- | -- | -- | -- | -- | -- | -- | -- | -- | -- | -- | -- | -- | -- | -- | -- | -- | -- | -- | -- | -- | -- | -- | -- | -- | -- | -- | -- |
| Terrain   | D  | E  | D  | D  | E  | D  | E  | D  | E  | D  | E  | D  | E  | D  | E  | D  | E  | D  | E  | D  | E  | E  | D  | E  | D  | E  | D  | E  | D  | D  | E  | E  | D  | E  | D  | E  | D  | E  |
| Résultats | N  | N  | N  | V  | V  | V  | V  | V  | D  | D  | D  | V  | V  | V  | D  | N  | N  | V  | D  | V  | D  | D  | D  | V  | V  | V  | V  | D  | N  | N  | D  | D  | D  | D  | N  | D  | D  | N  |
| Points    | 1  | 2  | 3  | 5  | 7  | 9  | 11 | 13 | 13 | 13 | 13 | 15 | 17 | 19 | 19 | 20 | 21 | 23 | 23 | 25 | 25 | 25 | 25 | 27 | 29 | 31 | 33 | 33 | 34 | 35 | 35 | 35 | 35 | 35 | 36 | 36 | 36 | 37 |
| Place     | 10 | 12 | 13 | 6  | 2  | 1  | 1  | 1  | 1  | 4  | 5  | 4  | 3  | 3  | 3  | 3  | 3  | 3  | 3  | 3  | 4  | 5  | 5  | 5  | 5  | 4  | 3  | 4  | 4  | 4  | 4  | 4  | 5  | 8  | 8  | 9  | 11 | 11 |

Source : Liste des rencontres

Terrain : D = Domicile ; E = Extérieur. Résultat: D = Défaite ; N = Nul ; V = Victoire.